# Błażów
Błażów – wieś w rejonie samborskim obwodu lwowskiego, założona w 1441 W II Rzeczypospolitej miejscowość była siedzibą gminy wiejskiej Błażów. Miejscowość liczy 862 mieszkańców.